# Caroline Teixeira
Caroline Gomes Teixeira (Brasília, 30 de Setembro de 1997) é uma atleta, formada em Direito e Miss que ficou conhecida por ter vencido o concurso de "Miss Mundo Brasil 2021".  Ela é a quarta mulher oriunda da capital federal a ostentar o título (após um hiato de 41 anos)  e a 61ª brasileira a representar o Brasil no Miss Mundo.

## Sobre
Teixeira tem 23 anos, é formada em direito e tem como meta ingressar no Ministério Público. Ela é filha da servidora pública Aline Gomes e do funcionário público Carlos Teixeira. Sua aptidão pelos esportes começou aos 9 anos, jogando basquete e se destacou ganhando diversos campeonatos. Aos 14 anos se mudou para Jundiaí, em São Paulo, onde se concentravam algumas das maiores equipes do país. Durante período em que esteve lá, foi convidada para jogar e estudar em Raleigh, Carolina do Norte, nos Estados Unidos. Hoje é maratonista e aos 21 anos, descobriu um câncer na tireoide, do qual foi curada após o tratamento.

## Concursos

### Miss Brasil CNB 2021
A representante do Distrito Federal concorreu com outras 47 candidatas, entre elas a primeira transexual a disputar um título nacional de beleza, Rayka Vieira de Goiás. Apesar de ter passado desapercebida pelos missólogos (entendedores de concursos de beleza), Caroline Teixeira encantou os jurados na preliminar e na final, liderando a pontuação em ambas as fases. Além da faixa principal, ela ainda adquiriu os títulos de "Miss Elegância" e "Top Model" (por ter conseguido mais pontos na prova que testa as habilidades das candidatas na passarela). Ela viajará para Porto Rico na disputa do título de Miss Mundo 2021.
Como Miss Mundo Brasil reinante, Caroline Teixeira, ganhou os seguintes prêmios: uma coroa exclusiva criada e confeccionada pelo designer Tiago Seixas, no valor aproximado de 20 mil reais; um ano de salão de beleza no "My Look", do hair-stylist Rodrigo Santos; um guarda-roupa da marca "Aramodu"; R$4.000 em roupas da "Samteschi"; uma viagem a Dubai, como convidada do consultor de imagem venezuelano Alexander Gonzales para visitar a World Fair; Tratamento dentário com o Dr. Manuel Barrios; Tratamento estético com o Dr. Janssen Machado; Curso de oratória completo com Romilce Colombo; Curso de inglês com o professor Navid; Uma joia em prata e ametista da "Atenas Joias e Relógios", cortesia de Ceres Ribeiro. A "dōTerra Brasil" presenteará a ganhadora com seus produtos e mais R$15 mil reais em dinheiro.

Em entrevista ao jornal "Correio Braziliense" logo após ser eleita, Caroline afirmou:

A sensação é de dever cumprido. Foi um bom tempo de preparação e eu estou muito honrada, muito feliz em poder representar o nosso país em um concurso tão magnífico e grandioso como o Miss Mundo e aqui foi um concurso muito disputado, o Miss Brasil Mundo, com meninas muito preparadas. Então é uma honra poder levar um pouquinho de cada uma delas junto comigo. Agora o meu foco é na minha preparação. Eu estou muito feliz mas o título requer muita responsabilidade, então vou me dedicar ao máximo para poder representar o nosso país da melhor forma possível

### Reinado
Como detentora do título nacional, Caroline viajou pelo Brasil como apoiadora e divulgadora das causas que o certame auxilia, especialmente a MORHAN (Movimento de Reintegração das Pessoas Atingidas pela Hanseníase). Dentro do território nacional visitou os Estados:
- do Amazonas (em Manaus - para assinatura de um termo de cooperação entre o "MORHAN - www.morhan.org.br", a Fundação Alfredo da Matta (FUAM) e a Secretaria Estadual de Saúde do Amazonas (SESAM) para atuarem em parceria na campanha internacional "Não Esqueça da Hanseníase" (Don't Forget Hansen's Disease) - e no município de Lábrea);[16]
- Minas Gerais (em Patos de Minas como jurada e convidada no concurso Estadual);
- Rondônia (em Porto Velho na Unidade Hospitalar "Santa Marcelina");[17]
- Santa Catarina [18] (em Florianópolis como divulgadora da causa AVOS (Associação de Voluntários de Apoio e Assistência à Criança e ao Adolescente) e ação social no Hospital Infantil Joana de Gusmão; na cidade de Balneário Camboriú para as finais do Mister Brasil CNB 2022 e Miss Brasil Supranational 2022);[19]
- Rio de Janeiro (na Fiocruz, durante o ato de assinatura de um termo de cooperação para a adesão à campanha global "Não Esqueça da Hanseníase" junto a outras 6 entidades filantrópicas e sociais);[20]
- Mato Grosso (na capital Cuiabá em visita a clinica "La Renovence" e entrevista para a Record News Cuiabá; e presença ilustre em Rondonópolis para a final do "Miss Mato Grosso CNB 2022");
- No Maranhão (visitando a antiga colônia do Bonfim - atual Hospital Aquiles Lisboa (São Luís) [21] - ao lado do Secretário de Saúde do Estado do Maranhão, Carlos Lula e da Miss Maranhão CNB 2022, Danielly Martins).[22]
- Além de visitas constantes à São Paulo, em patrocinadores locais que a ajudaram na preparação para o confinamento do Miss Mundo.

No âmbito internacional, foi convidada VIP da ExpoCruz em Santa Cruz de la Sierra, Bolívia entre os dias 17 e 26 de Setembro de 2021. Ela ainda viajaria para Dubai como convidada da World Fair 2022, mas por conflito de agenda, acabou não se concretizando.
Na disputa internacional de Miss Mundo 2021, realizada em Porto Rico, Teixeira se destacou em duas provas: seu projeto social ficou entre os 28 classificados na etapa "Beauty with a Purpose" (etapa em que os projetos sociais das candidatas são avaliados e premiados) e foi uma das 32 semifinalistas da etapa de esportes. Ela foi selecionada pelos jurados para compor o seleto grupo de 40 classificadas na final do evento, que ocorreu em 16 de Março de 2022. Vale salientar que Caroline cumpriu a agenda prévia do certame entre os meses de Novembro e Dezembro, quando o mesmo foi adiado por infecção generalizada de Covid-19 entre os funcionários e as concorrentes.